# Lecane nelsoni
Lecane nelsoni är en hjuldjursart som beskrevs av Segers 1994. Lecane nelsoni ingår i släktet Lecane och familjen Lecanidae. Inga underarter finns listade i Catalogue of Life.